# Visayabulbyl
Visayabulbyl (Hypsipetes guimarasensis) är en fågel i familjen bulbyler inom ordningen tättingar.

## Utseende och läte
Visayabulbylen är en medelstor tätting, med mörkbrun ovansida, streckad hjässa i gråbrunt, varmt rödbrun strupe och bröst samt vit buk och vit undergump. Den påminner om både brunbröstad visslare och visayaskuggsnapparen, men är betydligt större, har längre näbb och inget vitt på strupen. Sången består av en metallisk stigande och fallande melodi. Även olika skriande läten kan höras.

## Utbredning och systematik
Fågeln återfinns i Filippinerna, på öarna Guimaras, Masbate, Panay, Negros, Ticao och Verde. Tidigare betraktades den som underart till filippinbulbyl (H. philippinus). Den behandlas som monotypisk, det vill säga att den inte delas in i några underarter.

## Status och hot
IUCN erkänner den ännu inte som art, varvid den inte placeras i någon hotkategori.

## Namn
Den har fått sitt namn efter Visayaöarna, som är en ögrupp i mellersta Filippinerna som omfattar öar som Panay, Negros, Cebu och Samar.